# Schwarzenberg (Monti Metalliferi)
Schwarzenberg (ufficialmente Schwarzenberg/Erzgeb., abbreviazione di Schwarzenberg/Erzgebirge; letteralmente "Schwarzenberg/Monti Metalliferi") è una città tedesca di 18 207 abitanti della Sassonia, nel circondario dei Monti Metalliferi. Possiede lo status di "Grande città circondariale" (Große Kreisstadt).